# فيروس راجع داخلي

رسم شجري لأنواع متعددة لفيروسات راخعة داخلية

الفيروسات الراجعة الداخلية، هي عناصر فيروسية داخلية في الجينوم تتشابه فيما بينها ويمكن اشتقاقها من الفيروسات الراجعة. توجد هذه الفيروسات بوفرة في جينوم الفقاريات الفكية وتشكل 5-8% من الجينوم البشري (تقديرات أخفض بما يقارب 1%). تُعد الفيروسات الراجعة الداخلية ضمن صف لنمط من الجينات يدعى الينقولات، يمكن أن تُغلف وتُنقل ضمن الجينوم لتلعب دورًا حيويًا في التعبير الجيني والتنظيم. تُعرف الفيروسات الراجعة أيضًا باسم الينقولات الراجعة وتشكل الصف الأول من العناصر. اقترح الباحثون أن الفيروسات الراجعة تطورت من نمط من الجينات القافزة تدعى الينقولات الراجعة، وتضم الفيروسات الراجعة الداخلية، يمكن لهذه الجينات أن تتحور، وبدلًا من الانتقال إلى موقع آخر في الجينوم، بإمكانها أن تصبح فيروسات راجعة خارجية أو ممرضة، ما يعني أنه لم تنشأ جميع الفيروسات الراجعة الداخلية كإدخال بواسطة الفيروسات الراجعة، وإنما يشكل بعضها مصدر المعلومات الجينية في الفيروسات الراجعة التي تتشابه معها. عندما يحدث دمج للدنا الفيروسي في خط جرثومي، يمكن أن تنشأ هنا الفيروسات الراجعة الداخلية، ويمكن لاحقًا أن تصبح ثابتة في تجميعة الجينات للكائنات المضيفة.  

## تكوينها

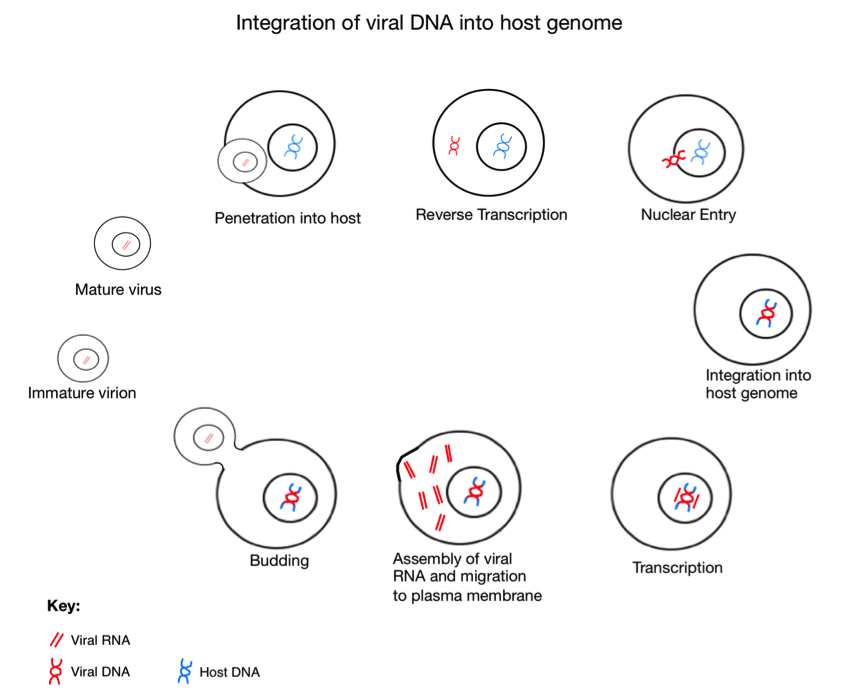
الطريقة اللذي ينسخ الفيروسات

تنسخ للفيروسات المتراجعة تطلب ادخال نسخة لحمضها النووي (DNA) جينوم الفيروس إلى جينوم نواة الخلية المضيفة. أغلب الفيروسات الراجعة تصيب الخلايا الجسدية, ولاكن في بعض الحالات تصيب خلايا تسلسل الجنسية (الخلايا اللذي تصنع خلايا البويضة ومنوي) قد يحصل. نادرًا، قد تتناسخ في خلية قابلة للنمو تتحول إلى كائنة حية. هذه الكائنة ستحمل جينوم هذه الفيروس كعضو أساسي من جينومها الخاص - أي أن أصبح الفيروس الراجع عضو داخل كائن حي، وقد يورث أحفاد هذه الكائنه هذه الفيروس أيضًا كأليل مميز. الكثير من هذه الفيروسات الراجعة الداخلية استمرت في جينوم مضيفاتها لملايين السنين. ولاكن، تطورت أغلب هاؤلاء الفيروسات طفرات تمنع تزايد الفيروس في تناسخ خلايا المضيف. الفيروسات الراجعة الداخلية قد أيضًا تزال جزئيًا من الجينوم بعملية معروفة كالحذف إعادة التركيبية، فيه, إعادة تركيب جيني بين السلسلات المتشابهه تأدي إلى محو الأجزاء الداخلية للجينوم اللذي تبني بروتينات الفيروس
عبر الوقت، جينوم الفيروسات الراجعة الداخلية ليس فقط جمعت طفرات نقطية، ولاكن أيضًا اختلطت وإجتمعت مع الفيروسات الراجعة الداخلية الأخرا.

## دورها في تطور الجينوم
قد يتعلق الفيروسات الراجعة الداخلية في تشكل الجينوم.

## دورها في الأمراض
أغلب الفيروسات الراجعة الداخلية اللذي توجد فالفقريات قديمة جدًا، وحذفت بالطفرات، وقد تعلقت في النوع المضيفة لها.

## دورها في الطب

### الفيروسات الراجعة الداخلية الخنزيرية
بالنسبة للبشر، تشكل الفيروسات الراجعة الداخلية الخنزيرية (PERVs) مصدر قلق عندما تُستخدم النسج والأعضاء الخنزيرية في عمليات نقل الأعضاء بين الأنواع، والذي يحدث عند نقل الخلايا الحية والأنسجة والأعضاء من عضوية تنتمي إلى نوع معين، إلى عضوية من نوع آخر. على الرغم من كون أنسجة الخنازير هي الأنسب في علاج أمراض الإنسان العضوية لأسباب تجريبية ومادية ووقائية وأخلاقية، إلا أنه كان من غير الممكن سابقًا إزالة الفيروسات الراجعة الداخلية الخنزيرية منها بسبب خصائصها الفيروسية المتمثلة بالانحشار في جينوم الكائن المضيف، وتمريرها عبر الأجيال حتى حلول عام 2017، عندما أزال مختبر الدكتور جورج تشرتش جميع الفيروسات الراجعة الداخلية الخنزيرية الـ 62 من جينومه. تبقى الآثار الناجمة عن نقل الأعضاء بين الأنواع المختلفة غير مكتشفة وتحمل خطرًا محتملًا.

## الفيروسات الراجعة الداخلية البشرية
تشكل الفيروسات الراجعة الداخلية البشرية (HERV) بوجود ما يقارب 98,000 عنصر وجزء، 5 إلى 8% من كامل الجينوم البشري. وفقًا لدراسة نشرت في عام 2005 لم يُحدَّد أي فيروس راجع داخلي بشري قادر على التضاعف، بدت جميع الفيروسات معيبة إذ تحوي طفرات حذف أو طفرات هرائية جسيمة. ويعود ذلك إلى أن أغلب الفيروسات الراجعة الداخلية البشرية هي مجرد آثار للفيروسات الأصلية بعدما دُمجت للمرة الأولى منذ ملايين السنين. يستمر تحليل أجزاء الفيروسات الراجعة الداخلية البشرية كجزء من مشروع 100,000 جينوم.
اكتُشفت الفيروسات الراجعة الداخلية البشرية عن طريق الصدفة عن طريق تجربتين متغايرتين. مُسحت مكتبات الجينوم البشري في ظروف قليلة التشدد، باستخدام مسابر من فيروسات الراجعة الحيوانية، مما سمح بعزل وتخصيص طلائع فيروسات متعددة وإن كانت معيبة، وممثلةً عائلات فيروسية مختلفة. اعتمدت التجربة الأخرى على قليلات النكليوتيد بالتوافق مع مواقع ارتباط البادئ الفيروسي.
يمكن تصنيف الفيروسات الراجعة البشرية بالاستناد إلى توافقها مع الفيروسات الراجعة الحيوانية. تعد العائلات الفيروسية من الصف الأول مماثلة في التسلسل مع فيروسات غاما الراجعة الثديية (النمط C) وفيروسات إبسيلون الراجعة (النمط E). تتشابه الفيروسات المنتمية إلى الصف الثاني مع فيروسات بيتا الراجعة الثدية (النمط B) وفيروسات دلتا الراجعة (النمط D). تشابه العائلات المنتمية إلى الصف الثالث الفيروسات الرغوية.